# Dnopherula duduvillei
Dnopherula duduvillei är en insektsart som beskrevs av Schmidt, G.H. 2006. Dnopherula duduvillei ingår i släktet Dnopherula och familjen gräshoppor.
Artens utbredningsområde är Kenya. Inga underarter finns listade i Catalogue of Life.